# Parás
Parás è un comune del Messico, situato nello stato di Nuevo León, il cui capoluogo è la località omonima.
Conta 1.034 abitanti (2010) e ha una estensione di 1172,66 km².
Il nome della località ricorda José María Parás y Ballesteros, primo governatore dello stato.